# 张家辉 (漫画家)
张家辉（英語：Keith Chong Kah Hwee，1975年12月16日—）是马来西亚華人男性漫画家，來自吉隆坡。代表作是四格漫画《秀逗高校》。

## 生平

### 早年
自幼，張家輝對漫畫和繪畫有著濃厚興趣，也曾為學校獲得不少獎項。日本漫畫《哆啦A夢》以及香港漫畫對他的往後創作有著極大影響。1994年，升至中學還未畢業，便收到英豪多媒体传播学院（In-House Multimedia College）邀請，修讀平面設計系。
張家輝畢業後當上平面設計師。2000年，因感工作枯燥無趣，他便在林国荣创意科技大学報讀2D動畫課程，還遠赴加拿大Sheridan College完成3D動畫課程。隨後，張家輝加入某間知名的動畫製作公司，為迪士尼遊戲動畫作後期工作。出於工作壓力和缺乏人才重視因素，就職兩週後便申請離職。

### 職業生涯
2003年，他回到马来西亚加入角川平方集团成为旗下的漫画助理，一年后晋升主笔位置。所编绘的四格漫画《秀逗高校》获得马来西亚本地读者热烈支持，并在中国漫友出版社旗下的《漫画世界》获得连载和好评，亦推出印度尼西亞、泰国、新加坡多个版本。除四格漫画外，張家辉也编绘中篇漫画连载作品《暴走达人WASABI》。

### 家庭與個人生活
張家輝是已婚人士，育有三名兒子。

## 漫画作品
- 《无厘笑星》
- 《秀逗高校》系列
- 《暴走达人WASABI》
- 《超强K6党》第一本掠水漫画、第二十二本掠水漫画
- 《LELIO POPO》电影漫画
- 《秀逗联盟》系列
- 《秀逗高校 X BOBOIBOY GALAXY: SUPERIOR》